# Чкаловский (Калмыкия)
Чкаловский — посёлок в Кетченеровском районе Калмыкии, административный центр Чкаловского сельского муниципального образования.
635 (2012)

## Физико-географическая характеристика
Посёлок расположен в центральной части Кетченеровского района в пределах Приергенинской равнины, являющейся частью Прикаспийской низменности. Центр посёлка расположен на высоте около 5 метров над уровнем моря. Рельеф местности равнинный, однако развиты формы мезо- и микрорельефа — бугры, бугорки, западины и др.. Почвы — солонцы луговатые (полугидроморфные).
Близ посёлка проходит региональная автодорога Кетченеры — Иджил — Солёное Займище. Также автомобильными дорогами с твёрдым покрытием посёлок Чкаловский связан с расположенным южнее посёлком Алцынхута (27 км) и расположенным севернее посёлком Сараха (9 км). По автомобильным дорогам расстояние до столицы Калмыкии города Элиста составляет 140 км, до районного центра посёлка Кетченеры — 29 км.
Климат
Согласно классификации климатов Кёппена-Гейгера посёлок находится в зоне семиаридного климата (Bsk). Среднегодовая температура положительная и составляет +9,4 °С, средняя температура самого холодного месяца января −6,1 °С, самого жаркого месяца июля + 25,0 °С. Многолетняя норма осадков — 309 мм. В течение года количество выпадающих атмосферных осадков распределено относительно равномерно: наименьшее количество выпадает в феврале-апреле (по 19 мм), наибольшее — в июне (35 мм).

## История
Дата основания не установлена. На немецкой военной карте 1941 года обозначен как посёлок Татал. Предположительно оседлый посёлок, как и другие населённые пункты района, был основан в 1920-х при переходе калмыков к оседлости. С 1930 по 1938 год относился к Сарпинскому улусу. В 1938 году включён в состав Кетченеровского улуса Калмыцкой АССР
28 декабря 1943 года калмыцкое население было депортировано, посёлок, как и другие населённые пункты Кетченеровского улуса Калмыцкой АССР, был передан Астраханской области. В период депортации посёлок входил в состав Никольского района Астраханской области, здесь размещалась центральная усадьба основанного в 1933 году совхоза имени Валерия Чкалова. На карте Сталинградской области 1945 года отмечен как Чкаловский. На административной карте Астраханской области 1956 года обозначен как посёлок имени Чкалова.
Калмыцкое население стало возвращаться после отмены ограничений по передвижению в 1956 году. Посёлок возвращён вновь образованной Калмыцкой автономной области в 1957 году.
В 1961 году указом Президиума Верховного Совета РСФСР посёлок центральной усадьбы совхоза имени Чкалова переименован в Чкаловский.
В 2009 году посёлок Чкаловский был газифицирован.

## Население
| 1989  |
| ----- |
| ≈1100 |

| 2002 | 2010 | 2012 |
| ---- | ---- | ---- |
| 692  | ↘680 | ↘635 |

Национальный состав
Согласно результатам переписи 2002 года большинство населения посёлка составляли калмыки (95 %)

## Социальная сфера
В посёлке действует средняя школа, дом культуры, сельская библиотека